# Indigo und die 40 Räuber
Indigo und die 40 Räuber ist die erste aufgeführte Operette von Johann Strauss (Sohn). Das Libretto stammt von mehreren Bearbeitern, unter denen sich auch Richard Genée befand, wurde aber bereits nach der Uraufführung überarbeitet. Der Text basiert auf dem Märchen von Ali Baba und den vierzig Räubern aus Tausendundeine Nacht. Das Werk erlebte seine Uraufführung am 10. Februar 1871 im Theater an der Wien in Wien.

## Handlung
Die originale, 1871 uraufgeführte Operette spielt auf einer Insel namens Makassar im 19. Jahrhundert.
Das Mädchen Fantasca und ihre Begleiter Janio aus Wien erleiden einen Schiffbruch. Sie werden gerettet und kommen anschließend als Sklaven zu König Indigo von Makassar. Dieser verliebt sich in Fantasca und nimmt sie in seinen Harem auf, wo er sie gefangen hält. Allerdings hat er bei ihr keine Chance. Um sie dennoch für sich gewinnen zu können, holt er sich Rat bei Janio, den er gleichzeitig zu seinem Ratgeber ernennt. Das wiederum erweckt die Eifersucht des ebenfalls aus Wien stammenden einflussreichen Oberpriesters Romadour. Dieser sieht in Janios Ernennung eine Gefahr für seine eigene Position am Hof des Königs.
Mit Hilfe von Ali Baba planen Fantasca und andere Damen aus dem Harem ihre Flucht. Romadour allerdings kommt schnell hinter diesen Plan. Er sieht für sich die Chance, den verhassten Janio loszuwerden, weil er zu Recht davon ausgeht, dass dieser sich der Flucht von Fantasca anschließen wird. Daher deckt er den Fluchtplan nicht auf, der dann auch prompt gelingt. Die Flüchtlinge verstecken sich in einem Wald, wo sie sich als Räuber verkleiden. Die heranrückenden Truppen des Königs, die die Flüchtlinge verfolgen sollten, erkennen die Verkleidungen nicht und nehmen an, tatsächlich gefährlichen Räubern gegenüberzustehen. Aus Angst ergreifen sie die Flucht.
Eigentlich wären die Flüchtlinge nun gerettet. Allerdings beschließen Ali Baba und Janio nun für sich, Kapital aus der Geschichte zu schlagen und einen einfacheren weiteren Fluchtweg einzuschlagen. Sie betäuben Fantasca und die anderen Damen und bringen sie, immer noch als Räuber verkleidet, zurück an den Königshof. Dort muss der König, der einst eine Belohnung für die Ergreifung der tatsächlich existierenden Räuber ausgesetzt hatte, zu seinem Wort stehen und Fantasca, Janio und Ali Baba als Belohnung in die Freiheit entlassen.

## Rezeption und Musik
Mit der Operette Indigo und die 40 Räuber beginnt die Reihe von 16 musikalischen Bühnenwerken von Johann Strauss (15 Operetten und eine Oper). Wie man im Hauptartikel über den Komponisten im Abschnitte Operetten nachlesen kann, hatten andere Komponisten einen teils beträchtlichen mitschöpferischen Anteil an diesen Werken. In diesem Zusammenhang ist Richard Genée zu erwähnen der mehr als nur Textbücher für Strauss verfasste. Er war auch an der musikalischen Gestaltung vieler Strauss-Operetten beteiligt. Es ist nicht auszuschließen, dass er auch bei diesem Werk einen musikalischen Beitrag geleistet hat. Unabhängig von dieser Frage war dem Werk in seiner ursprünglichen und auch in späteren Versionen wenig Erfolg beschieden. Das hatte mehrere Gründe. Das Textbuch, auch in den überarbeiteten Versionen, war schlicht schlecht, in sich unschlüssig und für das Publikum war der Handlungsstrang rational nicht nachvollziehbar. Die Beurteilung der Musik ist natürlich eine Geschmacksfrage. Objektiv gesehen fällt Indigo und die 40 Räuber nicht nur gegenüber Werken wie Die Fledermaus stark ab. Es bleibt auch hinter einigen anderen Strauss Werken deutlich zurück.
Das Libretto wurde im Lauf der Jahre mehrfach (erfolglos) überarbeitet. In Paris erschien bald eine neue Fassung mit dem Titel La Reine Indigo („Königin Indigo“). Im Jahr 1877 kam das Werk unter dem neuen Titel nach Wien zurück, wo es erneut für kurze Zeit am Theater an der Wien gespielt wurde.

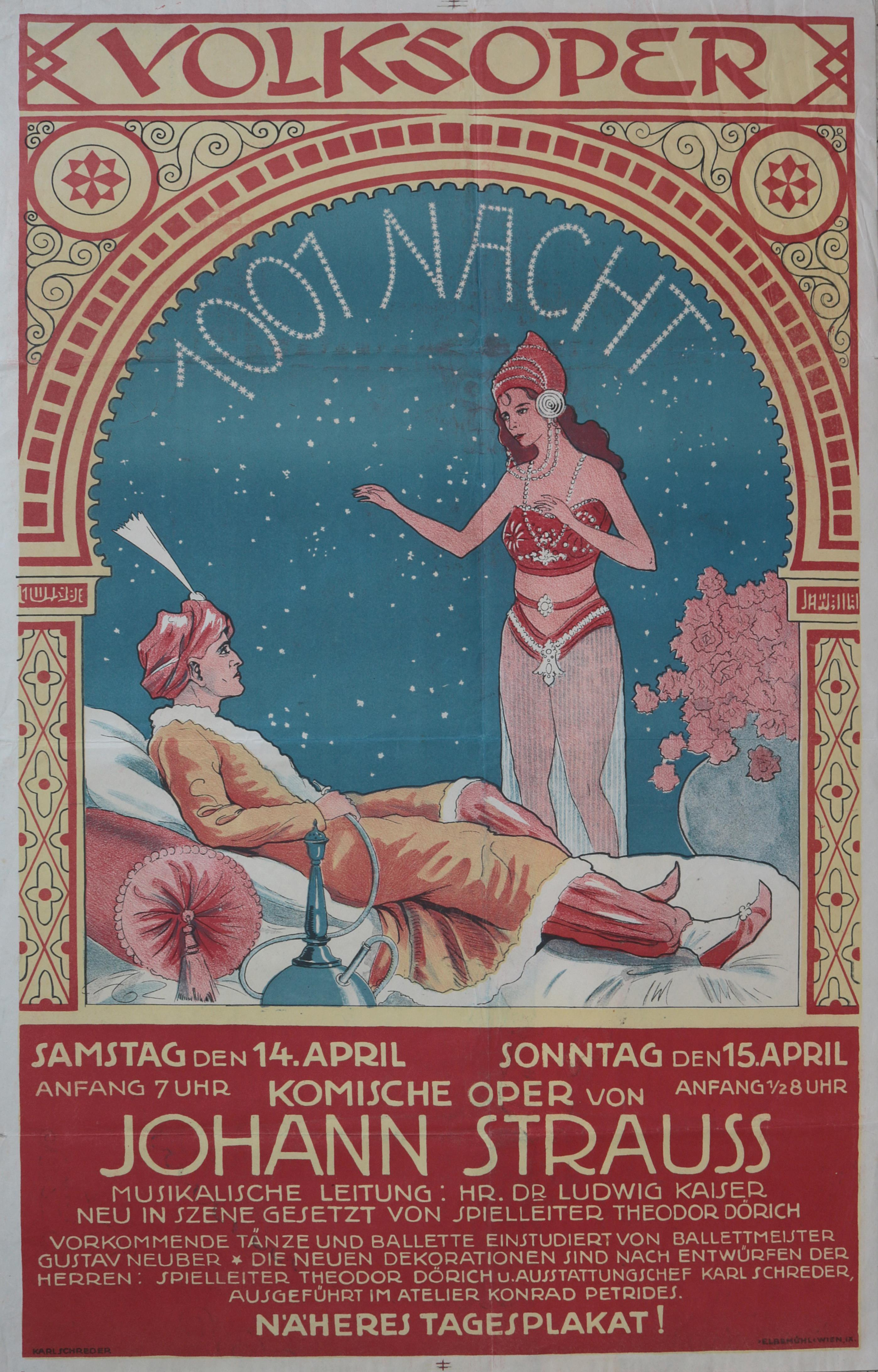
Plakat für 1001 Nacht an der Wiener Volksoper, 1900er Jahre

Die bekannteste Textfassung des Werks schuf Ernst Reiterer im Jahr 1906. Unter Beibehaltung der Musik trug das Werk nun den Titel Tausend und eine Nacht. Auch diese Textfassung ist selbst für Operettenverhältnisse albern und grenzt an baren Unsinn. In dieser Fassung wird das Werk gelegentlich aber doch eher selten bis heute ab und zu an verschiedenen Theatern, und bei diversen Festspielen (u. a. die Bregenzer Seefestspiele) aufgeführt. Die Operette Tausend und eine Nacht kam im Jahr 2009 vom Label Line Music auf den Markt. In der Doppel-CD, die auf einer Schallplatteneinspielung aus dem Jahr 1952 basiert, singen und spielen unter der Leitung von Wilhelm Stephan der Chor und das Orchester des Nordwestdeutschen Rundfunks. Als Sängerinnen und Sänger wirkten u. a. Rita Streich, Helmut Krebs und Anneliese Rothenberger mit.
Die bekanntesten Musiknummern sind:
- Ja so singt man in der Stadt, wo ich geboren
- Wie schön war diese Nacht (Traumlied)
- Schlummerlied
- Indigo-Marsch
- Ein lust'ger Rath zu sein, von des Königs Gnad', ach das ist sehr fad
- Es haust bei uns im Land
- Ein Bettler zog zum Wald hinaus

## Musikalische Weiterverwendung
Nach Motiven aus dieser Operette entstanden dann eigenständige Werke des Komponisten die in seinem Werkverzeichnis mit den Opus-Zahlen 343 bis 351 gekennzeichnet sind. Dabei handelt es sich um folgende Werke:
- Shawl-Polka, Polka francaise, Opus 343
- Indigo-Quadrille, Opus 344
- Auf freiem Fuße, Polka francaise, Opus 345
- Tausend und Eine Nacht, Walzer, Opus 346
- Aus der Heimath, Polka Mazurka, Opus 347
- Im Sturmschritt, Schnell Polka, Opus 348
- Indigo-Marsch, Opus 349
- Lust’ger Rath, Polka francaise, Opus 350
- Die Bajadere, Polka schnell, Opus 351

## Weiterentwicklung
Anlässlich des 200. Todestags von Johann Strauss wurde die Operette von Anna Bernreitner bearbeitet und war unter dem Titel "Indigo und die 23 Räuber*innen" im Juni 2025 in allen 23 Wiener Bezirken unter freiem Himmel gratis zu sehen; der neue Titel bezieht sich darauf, dass die angeblichen Räuber identisch sind mit den Frauen des Harems von König Indigo und dass das Stück 23 Mal aufgeführt wurde. Die Handlung wurde stark vereinfacht und auf wenige Personen reduziert: Das Liebespaar Fantasca und Janio wurden auf die Insel des eitlen und dümmlichen Königs Indigo verschlagen; Fantasca wurde in den Harem aufgenommen und ist zur Lieblingsfrau des Königs geworden, obwohl sie sich ihm stets verweigert hat; Janio wurde zum Berater des Königs. Da es aufgrund von Korruption schlecht um die Finanzen und Wehrkraft des Landes steht, schmiedet Fantasca einen Plan zur Flucht: Sie weiß, dass Räuber, die einst die Insel heimsuchten, umgekommen sind, und hat Zugang zu den Schätzen, die diese in einem Versteck gehortet haben. Sie lässt durch den Eseltreiber Ali Baba das Gerücht verbreiten, dass die Räuber wieder da seien, veranlasst, dass Janio dem König rät, sie solle den Preis bestimmen, den derjenige erhalten solle, der die Räuber besiegt, und bietet sich dann selbst als Preis an (was dem König gar nicht recht ist, aber er ist an das Versprechen, Fantasca solle den Preis bestimmen, gebunden). Die Haremsdamen verkleiden sich als Räuber und besiegen die ängstliche und schwach ausgerüstete Armee des Königs. Janio tritt als der Sieger über die Räuber auf und darf nun Fantasca heiraten. Am Horizont zeigt sich bereits das Schiff, das die beiden zurück nach Wien bringen wird. Kurz vor dem Schluss legt der Esel, der eine reine Sprechrolle hat und bisher nur "i-ah" gesagt hatte, sein Zaumzeug ab und hält ein flammendes Plädoyer für eine Welt, in der es keine Eseltreiber mehr gibt und alle Geschöpfe, egal ob Esel, Eselinnen oder Maultiere, freie Wesen sind. Der Eseltreiber schließt sich seinem Esel an.